# Durée et Simultanéité
Durée et Simultanéité est un livre du philosophe français Henri Bergson, publié en 1922 chez Félix Alcan, repris ensuite aux Presses universitaires de France. Il a été publié peu après la rencontre de Bergson et Einstein à la Société française de philosophie en avril 1922. Une seconde édition, remaniée, a été publiée l'année suivante, après quoi Bergson s'est refusé a toute reprise du texte. 

## La rencontre de Bergson et Einstein
La discussion à la Société Française de Philosophie a été publiée en intégralité, et il apparaît que Bergson n'est intervenu que brièvement vers la fin des débats. Einstein lui répond en quelques phrases. Néanmoins avec la distance du temps l'épisode a fasciné les historiens qui ont vu l'occasion d'élaborer leurs constructions à partir de cette rencontre,.